# 네이선 베드퍼드 포러스트

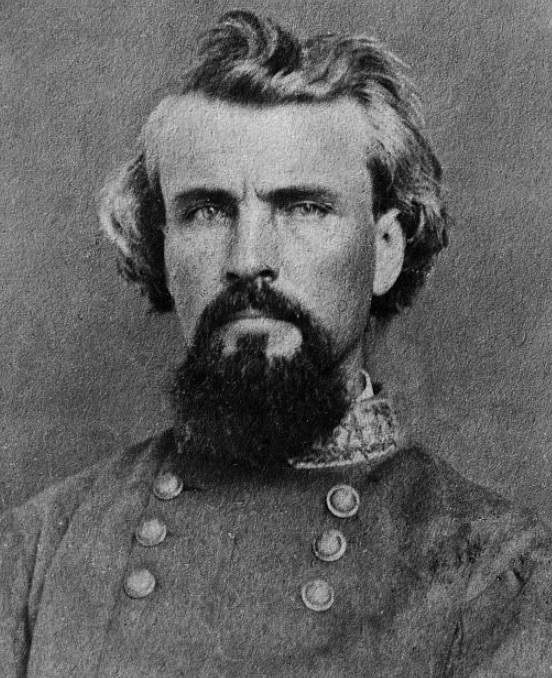
네이턴 베드포드 포레스트

네이선 베드퍼드 포러스트(영어: Nathan Bedford Forrest, 1821년 7월 13일 ~ 1877년 10월 29일)는 아메리카 연합국의 군인으로, 1860년대 발발한 남북전쟁 당시 남군의 기병대장으로 맹활약했던 인물이다. 전쟁 이전에는 노예 무역을 통해 미국 남부의 대표적인 부호로 떠올랐으며, 멤피스의 시의원을 지냈다. 전쟁 이후에는 초대 쿠 클럭스 클랜(KKK)의 지도자로 활동했으나, 말년에 흑인 민권운동에 앞장섰다.
1875년 그가 흑인들 앞에서 한 연설이다.
| “ | 나는 오늘 여러분을 친구로 만나러 왔습니다. 여러분을 백인에게로 초대하려고 왔습니다. 나는 여러분이 저같은 백인 가까이 오기를 바랍니다. 여러분을 위해 일할 수 있다면 그렇게 할 것입니다. 우리는 하나의 깃발 아래 서 있고 한 나라의 국민입니다. 피부색은 다를지언정 마음은 그렇지 않습니다. | ” |

```
balls
```